# Летние Олимпийские игры 1896
I летние Олимпийские игры (англ. 1896 Summer Olympics, фр. Jeux Olympiques d'été de 1896, греч. Θερινοί Ολυμπιακοί Αγώνες 1896; официальное название — Игры I Олимпиады; в момент проведения назывались I Международные Олимпийские игры) — первые Олимпийские игры современности. Проходили с 25 марта (6 апреля) по 3 (15) апреля 1896 года в Афинах, Греция. В соревнованиях принял участие 241 спортсмен из 14 стран, причём женщины не допускались. Всего было разыграно 43 комплекта медалей в 9 видах спорта.

## История Игр
23 июня 1894 года в Сорбонне (Париж) прошёл первый конгресс Международного олимпийского комитета, который созвал барон Пьер де Кубертен для того, чтобы объявить о своём проекте возрождения Олимпийских игр. Идея проведения подобных мероприятий была не нова — в течение XIX века в различных европейских странах состоялись несколько локальных спортивных мероприятий, организованных по образцу Античных Олимпийских игр, но Кубертен, выступая на конгрессе, предложил сделать Игры традиционными, интернациональными и объединяющими в себе соревнования по многим различным видам спорта.
Кубертен собирался провести первые Олимпийские игры современности в 1900 году в Париже и приурочить их ко Всемирной выставке, которая была запланирована на это время. Однако новость о грядущем возрождении Олимпийских игр уже попала в печать и широко обсуждалась в обществе. Организаторы решили, что шестилетнее ожидание Игр может уменьшить интерес к ним и делегаты договорились о проведении первых Игр в 1896 году. В качестве места проведения вначале рассматривался Лондон, но друг Кубертена греческий поэт, литератор и переводчик Деметриус Викелас, приглашённый на конгресс с докладом о традиции Античных Олимпийских игр, неожиданно предложил в качестве места проведения новых Игр Афины, что символизировало бы их преемственность играм в Древней Греции. Конгресс утвердил это предложение, а самого Викеласа избрал президентом Международного олимпийского комитета, так как по уставу эту должность мог занимать только представитель страны, принимающей Игры.

## Организация Игр
Новость о возрождении Олимпийских игр взбудоражила мировую общественность. В Греции с особым воодушевлением ожидали начала соревнований. Однако вскоре стали очевидны серьёзные трудности, которые предстояло преодолеть организаторам Игр. Проведение соревнований столь высокого уровня требовало солидных финансовых затрат, а в стране бушевал экономический и политический кризис.
Премьер-министр Харилаос Трикупис был резко отрицательно настроен относительно идеи Кубертена. Он считал затраты, необходимые на проведения такого грандиозного мероприятия, неподъёмными для государства, а само проведение Игр несвоевременным. Лидер оппозиции Делианис воспользовался этим, чтобы упрекнуть премьера в отсутствии патриотизма и политическом и социальном пессимизме. Пресса также разделилась на два лагеря — в поддержку Игр и против их проведения. Кубертену пришлось провести множество бесед и встреч с политиками, чиновниками, коммерсантами и журналистами, чтобы склонить их на свою сторону.
Для демонстрации важности своего проекта, его современности, актуальности и национальной престижности, а также реальности воплощения, Кубертен предъявлял письмо от венгерского представителя МОК Кемени, в котором говорилось, что в случае отказа Афин Венгрия охотно примет у себя первую Олимпиаду в рамках празднеств по случаю тысячелетия своей государственности. В это время греческий король Георг I находился в Петербурге, но Кубертену удалось получить аудиенцию у его сына, принца Константина, и убедить его в целесообразности проведения Игр. По возвращении Георг поддержал Константина.
В конце 1894 года прогнозы скептиков оправдались — организационный комитет объявил о том, что необходимые затраты на проведение Игр на деле в три раза превышают расчётную сумму, названную перед началом возведения спортивных сооружений. Было высказано мнение о невозможности проведения Игр в Афинах. Трикупис выдвинул королю ультиматум — он или принц. Король был непреклонен, и 24 января 1895 года премьер-министр ушёл в отставку.
Казалось, что Олимпийским играм не суждено состояться. Тогда принц Константин лично встал у руля организационного комитета, что само по себе уже вызвало приток инвестиций. Кроме того, принц реорганизовал комитет, удалив из него всю оппозицию, провёл ряд мер по привлечению частного капитала и тем самым спас ситуацию. Несмотря на острую нехватку средств, комитет принимал пожертвования только от граждан Греции, тем самым поддерживая статус Олимпийских игр как национальной идеи. Спустя некоторое время в фонде проведения Игр было 332 756 драхм, однако этого было недостаточно.
Для увеличения средств была выпущена серия марок с олимпийской тематикой. Это дало бюджету комиссии 400 000 драхм.
- Кулачный бой, 1 лепта  (Mi #96; Yt #101)
- Кулачный бой, 2 лепты  (Mi #97; Yt #102)
- Дискобол, 5 лепт  (Mi #98; Yt #103)
- Дискобол, 10 лепт  (Mi #99; Yt #104)
- Амфора, 20 лепт  (Mi #100; Yt #105)
- Колесница богини победы, 25 лепт  (Mi #101; Yt #106)
- Амфора, 40 лепт  (Mi #102; Yt #107)
- Колесница богини победы, 60 лепт  (Mi #103; Yt #108)
- Стадион в Акрополе, 1 драхма  (Mi #104; Yt #109)
- Гермес с младенцем Дионисом, 2 драхмы  (Mi #105; Yt #110)
- Ника, 5 драхм  (Mi #106; Yt #111)
- Акрополь в Парфеноне, 10 драхм  (Mi #107; Yt #112)

Кроме того, 200 000 драхм поступили в фонд от продажи билетов.
Коммерсант и филантроп Георгиос Аверофф по просьбе королевской семьи за свой счёт отреставрировал древний Мраморный стадион, пожертвовав почти 1 000 000 драхм. После этого уже ничто не препятствовало проведению первых Олимпийских игр современности. В честь Георгиоса Авероффа и в память о его грандиозном вкладе накануне церемонии открытия Игр перед Мраморным стадионом была воздвигнута статуя, которая стоит там и поныне. Все эти дополнительные поступления средств помогли первым Играм состояться.
Организация Игр сильно отличалась от современной. Не было Олимпийского огня и вручения золотых медалей, организаторы не следили за национальностями игроков и за медальным зачётом, поэтому дошедшие до нас сведения могут сильно различаться. Не было Олимпийской деревни, приглашённые спортсмены сами обеспечивали себя жильём. Не существовали системы отбора спортсменов для участия в Играх; некоторые иностранные спортсмены принимали участие в Играх только потому, что во время их проведения находились в Афинах.

## Церемония открытия Игр
Церемония открытия прошла 25 марта (6 апреля) 1896 года. Дата была выбрана не случайно — в этот день пасхальный понедельник совпал сразу в трёх направлениях христианства — в католицизме, православии и протестантизме. Кроме того, в этот день в Греции отмечается День независимости.
На торжественном открытии Игр присутствовало 80 000 зрителей, в том числе почти вся королевская семья — король Георг I, его жена Ольга и их дети. После речи руководителя организационного комитета наследного принца Константина, Георг I объявил:

Объявляю первые международные Олимпийские игры в Афинах открытыми. Да здравствует Греция. Да здравствует её народ.

Затем хор из 150 человек исполнил Олимпийский гимн, написанный Спиросом Самарасом на стихи Костиса Паламаса.
Эта первая церемония открытия Игр заложила две олимпийские традиции — открытие Игр главой государства, где проходят соревнования, и исполнение Олимпийского гимна. Однако таких непременных атрибутов современных Игр, как парад стран-участниц, церемония зажжения Олимпийского огня и произнесение Олимпийской клятвы, не было, они были введены позже.

## Календарь Игр
| ● | Церемония открытия | ● | Квалификация соревнований | ● | Финалы соревнований | ● | Церемония закрытия |

| Апрель                | 6 | 7 | 8 | 9 | 10 | 11 | 12 | 13 | 14 | 15 | Медали |
| --------------------- | - | - | - | - | -- | -- | -- | -- | -- | -- | ------ |
| Церемонии             | ● |   |   |   |    |    |    |    |    | ●  |        |
| Борьба                |   |   |   |   | 1  | 1  |    |    |    |    | 1      |
| Велоспорт             |   |   | 1 |   |    | 3  | 1  | 1  |    |    | 6      |
| Лёгкая атлетика       | 5 | 5 |   | 1 | 5  |    |    |    |    |    | 16     |
| Плавание              |   |   |   |   |    | 4  |    |    |    |    | 4      |
| Спортивная гимнастика |   |   |   | 6 | 2  |    |    |    |    |    | 8      |
| Стрельба              |   |   | 1 | 1 | 1  | 3  | 1  |    |    |    | 6      |
| Теннис                |   |   | 1 | 1 |    | 2  |    |    |    |    | 2      |
| Тяжёлая атлетика      |   | 2 |   |   |    |    |    |    |    |    | 2      |
| Фехтование            |   | 2 |   | 1 |    |    |    |    |    |    | 3      |
| Медали                | 5 | 9 | 1 | 9 | 8  | 13 | 2  | 1  |    |    | 48     |
| Апрель                | 6 | 7 | 8 | 9 | 10 | 11 | 12 | 13 | 14 | 15 |        |

## Страны-участницы
По подсчётам Международного олимпийского комитета, в Играх приняли участие представители 14 стран, по другим источникам, от 12, или 15 стран. Представители некоторых колоний и протекторатов выступали не от метрополии, а самостоятельно. Точное количество представителей некоторых стран также неизвестно, так как нет ясности, приняли ли некоторые спортсмены реальное участие в соревнованиях или были только заявлены. Кроме того, в соревнованиях по теннису выступали интернациональные пары, результаты которых впоследствии МОК учитывал отдельно — под условным названием «смешанная команда».
- Австралия — несмотря на то, что Австралия входила в Британскую империю, результаты единственного представителя этой страны Тедди Флэка были засчитаны отдельно.
- Австрия — на момент проведения Игр Австрия входила в состав Австро-Венгрии, но на соревнованиях австрийские спортсмены выступали отдельно от венгерских.
- Болгария — гимнаст Шарль Шампо был гражданином Швейцарии, однако на момент проведения Игр проживал в Болгарии, и его результаты засчитывались в пользу сборной этой страны.
- Великобритания — в составе выступали также спортсмены Ирландии, поскольку было единое Соединённое королевство Великобритании и Ирландии.
- Венгрия — на момент проведения Игр Венгрия входила в состав Австро-Венгрии, но на соревнованиях венгерские спортсмены выступали отдельно от австрийских.
- Германия
- Греция — некоторые спортсмены, проживая в других государствах, выступали за Грецию.
  -  Египет — Дионисиос Касдаглис проживал в Египте[9], но он считается греческим спортсменом. Однако когда он выступал в парном теннисном турнире с другим греком, их результаты приписывались смешанной команде[10].
  -  Кипр — Анастасиос Андреу, проживающий на Кипре, считается греческим спортсменом, хотя Кипр был под протекторатом Великобритании.
  -  Измир — некоторые источники[8] считают, что два спортсмена из города Измира (раньше назывался Смирна), который находится в Турции, входившей в то время в состав Османской империи, выступали отдельно.
- Дания
- Италия
- США
- Франция
- Чили — по данным НОК Чили, в соревнованиях принимал участие 1 спортсмен из этой страны, Луис Суберкасо, однако больше о нём нигде нет упоминания. Тем не менее, Чили входит в список стран-участниц Игр.
- Швейцария
- Швеция

Россия собиралась прислать своих спортсменов на Игры. В Международном олимпийском комитете Россию представлял генерал А. Д. Бутовский. Подготовка к Играм шла во многих крупных городах Российской империи: Одессе, Киеве, Санкт-Петербурге. Участию в Играх помешало отсутствие средств — лишь несколько спортсменов выехали в Афины из Одессы, но все они смогли добраться лишь до Константинополя, а затем вернулись в Россию. Киевлянин Николай Риттер добрался до Афин и подал заявку на участие в соревнованиях по борьбе и стрелковому спорту, но затем забрал заявку обратно. Вернувшись в Россию, Риттер стал активно пропагандировать Олимпийские игры.
Бельгия также не смогла прислать своих представителей, хотя и планировала это сделать.

## Соревнования
На Играх проходили соревнования в 9 видах спорта:

В скобках указано количество медалей
- Борьба (1)
- Велоспорт (6)
- Лёгкая атлетика (12)
- Плавание (4)
- Спортивная гимнастика (8)
- Стрельба (5)
- Теннис (2)
- Тяжёлая атлетика (2)
- Фехтование (3)

Специальная комиссия МОК рекомендовала на каждых Играх проводить также состязания по академической гребле, боксу, жё-де-пому, конному спорту, крикету, парусному спорту, поло и футболу, но на этих Играх они проведены не были. Показательные выступления не проводились.

### Борьба
В 1896 году ещё не было единых утверждённых правил проведения схваток, не было также и весовых категорий. Стиль, в котором соревновались атлеты, был близок к сегодняшнему греко-римскому, однако разрешалось хватать соперника за ноги. Разыгрывался всего один комплект медалей среди пяти спортсменов, причём только двое из них соревновались исключительно в борьбе — остальные принимали участие в соревнованиях и по другим дисциплинам.
Все соревнования проходили на открытом воздухе и должны были пройти все в один день, 10 апреля, однако во время финала между немецким борцом и гимнастом Карлом Шуманом и греческим борцом Георгиосом Цитасом начало темнеть и схватку перенесли на следующий день. 11 апреля финальный поединок был продолжен, в нём победил Шуман.

### Велоспорт
В соревнованиях по велоспорту было разыграно 6 комплектов медалей — 5 на треке и 1 на шоссе.
Трековые гонки прошли на специально построенном к Играм велодроме «Нео Фалирон». 4 вида выиграли французы: Поль Массон, ставший 3-кратным олимпийским чемпионом (гит с места на 1 круг, спринтерская гонка на 2 км и гонка на 10 км), и Леон Фламан (гонка на 100 км). В 12-часовой гонке победил, преодолев почти 315 км, австриец Адольф Шмаль, который также принимал участие в соревнованиях по фехтованию.
Групповую шоссейную гонку, прошедшую по маршруту Афины — Марафон — Афины (87 км), выиграл грек Аристидис Константинидис.

### Лёгкая атлетика
Легкоатлетические соревнования стали самыми массовыми — в 12 видах приняли участие 63 спортсмена из 9 стран. Наибольшее количество видов — 9 — выиграли представители США.
11 видов прошли на Мраморном стадионе, который оказался неудобным для бегунов. На античных Играх соревнования проходили не по кругу, а по прямой (в беге более чем на 1 стадий участники на противоположном конце стадиона поворачивали обратно). При реконструкции стадион не был расширен, поэтому круговая дорожка оказалась вытянутой с очень крутыми виражами, что снижало скорость. Кроме того, дорожка оказалась слишком мягкой.
В беге на 100 м и 400 м победил американец Том Бёрк, единственным из участников применивший низкий старт, что поначалу вызвало насмешки зрителей. Бег на 800 м и 1500 м выиграл единственный австралиец на Играх Тедди Флэк, а бег на 100 м с барьерами — американец Томас Кёртис.
Все прыжковые виды выиграли американцы — Эллери Кларк (прыжки в высоту и длину), Уэллс Хойт (прыжки с шестом) и Джеймс Конноли (тройной прыжок). Соревнования в тройном прыжке закончились 6 апреля раньше других видов олимпийской программы, и Конноли стал первым олимпийским чемпионом современности.
В метании диска, имеющем античные корни, греки рассчитывали на победу: международные соревнования по нему до Игр 1896 не проводились, а греческие спортсмены в течение нескольких месяцев готовились в тренировочном лагере. Однако, выйдя в лидеры в последней попытке, победил американец Роберт Гарретт, который впервые увидел, как метают диск, за несколько дней до соревнований. Он же выиграл и толкание ядра; заняв помимо этого 2-е место в прыжках в высоту, он стал самым титулованным легкоатлетом Игр.
Ещё один вид прошёл вне стадиона — забег по легендарному маршруту от города Марафона до Афин (40 км), получивший название марафонского. Его выиграл грек Спиридон Луис, ставший на родине национальным героем. Стоит отметить и Карло Айрольди, итальянского марафонца, который бегом и пешком проделал путь из Милана в Афины, чтобы принять участие в олимпийском марафоне.

### Плавание
Поскольку искусственных бассейнов в Афинах не было, соревнования были проведены в открытой гавани Зея города Пирей; старт и финиш были отмечены прикреплёнными к поплавкам канатами. Погода была неблагоприятной — неспокойная и холодная (около 13 °C) вода.
Соревнования, прошедшие 11 апреля, вызвали огромный интерес — к началу первого заплыва на берегу собралось около 40 тыс. зрителей. Участие приняли около 25 пловцов из 6 стран, большинство — морские офицеры и матросы торгового флота Греции.
Медали были разыграны в четырёх видах, все заплывы проходили «вольным стилем» — разрешалось плыть любым способом, меняя его по ходу дистанции. В то время наиболее популярными способами плавания были брасс, «овер-арм» (усовершенствованный способ плавания на боку) и «треджен-стиль».
Наибольшего успеха добился венгр Альфред Хайош, выигравший два заплыва — на 100 м и 1200 м. Заплыв на 500 м выиграл австриец Пауль Нойман. Преимущество победителей заплывов на 500 м и 1200 м над ближайшими соперниками было подавляющим — соответственно более 1,5 и более 2,5 минут.
По настоянию организаторов Игр в программу был включён прикладной вид плавания — 100 м в матросской одежде. В нём участвовали только греческие матросы; победил Иоаннис Малокинис.

### Спортивная гимнастика
В соревнованиях по спортивной гимнастике было разыграно 8 комплектов наград. Соревнования проходили на открытом воздухе, на Мраморном стадионе.
В гимнастике лидировала немецкая команда — ей досталось 5 золотых медалей, включая две в командных соревнованиях. Лучшими гимнастами стали Герман Вайнгертнер, Альфред Флатов и Карл Шуман, которые выиграли минимум 3 дисциплины.
Другими чемпионами по гимнастике стали греки Николаос Андриакопулос и Иоаннис Митропулос, и единственный швейцарский чемпион Луис Цуттер.

### Стрельба
В соревнованиях по стрельбе было разыграно пять комплектов наград — два в стрельбе из винтовки и три в стрельбе из пистолета. За пять дней, с 8 по 12 апреля, в соревнованиях приняли участие стрелки из семи стран.
В этом виде спорта доминировали греки, победившие в трёх дисциплинах, и американцы, выигравшие две дисциплины. Греческими чемпионами стали Пантелис Карасевдас, Георгиос Орфанидис и Иоаннис Франгудис, а американскими братья Джон и Самнер Пейн, ставшие лучшими в стрельбе из пистолета.

### Теннис
Соревнования по теннису прошли на кортах Афинского теннисного клуба. Было проведено два турнира — в одиночном и парном разряде. Турнир одиночников проходил 8, 9 и 11 апреля; парный турнир из-за небольшого числа участников уложился в один день — 11 апреля. На Играх 1896 года ещё не существовало требование, чтобы все члены команды представляли одну страну, и некоторые пары были интернациональными.
2-кратным чемпионом стал Джон Пий Боланд — ирландец, выступавший за сборную Великобритании, — он победил и в одиночном, и (совместно с немцем Фридрихом Трауном) в парном турнире.

### Тяжёлая атлетика
Соревнования по тяжёлой атлетике проходили без разделения на весовые категории и включали в себя две дисциплины, которые были сыграны 7 апреля. Соревнования проходили на открытом воздухе на Мраморном стадионе.
В выжимании двумя руками шаровой штанги датчанин Вигго Йенсен и британец Ланчестон Эллиот показали одинаковый результат — 115,5 кг, но арбитры (главный — принц Георг) посчитали, что Йенсен выполнил упражнение чище, и присудили ему 1-е место. В поднимании гантели одной рукой победил Эллиот — 71,0 кг, почти на 14 кг опередив ближайшего конкурента — Йенсена.
Чемпионы соревновались и в других видах спорта: Йенсен занял 2-е и 3-е места в стрельбе, Эллиот — участвовал в соревнованиях по борьбе, оба приняли участие в лазаньи по канату на скорость в гимнастике.

### Фехтование
Соревнования по фехтованию прошли 7 и 9 апреля. Было разыграно 3 комплекта наград, участие приняли спортсмены из 4 стран. Фехтование стало единственным видом спорта, где были допущены и профессионалы: отдельно были проведены соревнования среди «маэстро» — преподавателей фехтования («маэстро» были допущены также на Игры 1900 года, после чего подобная практика прекратилась).
7 апреля прошли соревнования рапиристов; чемпионами стали француз Эжен-Анри Гравлотт и (среди «маэстро») грек Леонидас Пиргос, известный в Афинах хозяин фехтовальной школы. 9 апреля в соревнованиях саблистов победил грек Иоаннис Георгиадис.

## Церемония закрытия Игр
Церемония закрытия Игр должна была пройти 2 (14) апреля, однако из-за дождя она была перенесена на следующий день, на 3 (15) апреля.
Церемония началась с исполнения Олимпийского гимна и декларирования оды, сочинённой обладателем третьего места по теннису британцем Джорджем Робертсоном. Затем Георг I вручил спортсменам награды — серебряные медали чемпионам, бронзовые занявшим второе место, а также оливковые ветви. Некоторым спортсменам были вручены дополнительные награды, например, Спиридон Луис получил кубок из рук Мишеля Бреаля — человека, предложившего провести марафонский забег. После вручения атлеты прошли круг почёта под гимн Игр. В самом конце церемонии король торжественно объявил I международные Олимпийские игры закрытыми.

## Медальный зачёт
Победителям соревнований вручались медали, сделанные из серебра. Обладатели вторых мест получали бронзовые медали. Занявшие третьи места не учитывались, и только позже Международный олимпийский комитет включил их в медальный зачёт среди стран, однако не все медалисты определены точно.
Жирным выделено наибольшее количество медалей в своей категории; страна-организатор также выделена.
| Общее количество медалей |                   |        |         |        |       |
| Место                    | Страна            | Золото | Серебро | Бронза | Всего |
| 1                        | США               | 11     | 7       | 2      | 20    |
| 2                        | Греция            | 10     | 18      | 19     | 47    |
| 3                        | Германия          | 6      | 5       | 2      | 13    |
| 4                        | Франция           | 5      | 4       | 2      | 11    |
| 5                        | Великобритания    | 2      | 3       | 2      | 7     |
| 6                        | Венгрия           | 2      | 1       | 3      | 6     |
| 7                        | Австрия           | 2      | 1       | 2      | 5     |
| 8                        | Австралия         | 2      | 0       | 0      | 2     |
| 9                        | Дания             | 1      | 2       | 3      | 6     |
| 10                       | Швейцария         | 1      | 2       | 0      | 3     |
| 11                       | Смешанная команда | 1      | 0       | 1      | 2     |

### Лидеры среди спортсменов

#### По числу медалей
| Обладатели трёх и более медалей |                          |        |         |        |       |
| Место                           | Страна                   | Золото | Серебро | Бронза | Всего |
| 1                               | Герман Вайнгертнер (GER) | 3      | 2       | 1      | 6     |
| 2                               | Карл Шуман (GER)         | 4      | 0       | 0      | 4     |
| 3                               | Альфред Флатов (GER)     | 3      | 1       | 0      | 4     |
| 4                               | Роберт Гарретт (USA)     | 2      | 1       | 1      | 4     |
| 5                               | Поль Массон (FRA)        | 3      | 0       | 0      | 3     |
| 6                               | Тедди Флэк (AUS)         | 2      | 0       | 1      | 3     |
| 7                               | Луис Цуттер (SUI)        | 1      | 2       | 0      | 3     |
| 8                               | Вигго Йенсен (DEN)       | 1      | 1       | 1      | 3     |
| 8                               | Джеймс Конноли (USA)     | 1      | 1       | 1      | 3     |
| 8                               | Леон Фламан (FRA)        | 1      | 1       | 1      | 3     |
| 8                               | Иоаннис Франгудис (GRE)  | 1      | 1       | 1      | 3     |
| 12                              | Адольф Шмаль (AUT)       | 1      | 0       | 2      | 3     |
| 13                              | Хольгер Нильсен (DEN)    | 0      | 1       | 2      | 3     |

#### По числу золотых медалей
| Обладатели трёх и более золотых медалей |                          |        |         |        |       |
| Место                                   | Страна                   | Золото | Серебро | Бронза | Всего |
| 1                                       | Карл Шуман (GER)         | 4      | 0       | 0      | 4     |
| 2                                       | Герман Вайнгертнер (GER) | 3      | 2       | 1      | 6     |
| 3                                       | Альфред Флатов (GER)     | 3      | 1       | 0      | 4     |
| 4                                       | Поль Массон (FRA)        | 3      | 0       | 0      | 3     |